# Гора (Псковский район)
Гора — деревня в Псковском районе Псковской области России. Входит в состав Писковичской волости.
Деревня расположена в 8 км к северо-востоку от центра города Пскова.
Численность населения по состоянию на 2000 год составляла 7 жителей.